# مارك مولر (لاعب كرة قدم كندية)
مارك مولر هو لاعب كرة قدم كندية كندي، ولد في 15 أبريل 1989 في ريجاينا في كندا.